# María Clara Alonso
María Clara Alonso (født 2. februar 1990 i Rosario, Argentina) er en argentinsk skuespiller, sanger og programleder. Hun er også kendt som Clara Alonso (i bl.a. Violetta). Hun debuterede som skuespiller i 2007 i den argentinske version af High School Musical. Siden 2007 har hun optrådt i flere Disney Channel programmer i Latinamerika. Hun spiller for tiden "Angie" i Disney Channels latinamerikanske tv-serie Violetta. Hun spiller også i teaterforestillingen Groupie i Argentina. I 2015 var hun med i det italienske program Notti Sul Ghiaccio. Hun kom på en andenplads sammen med sin makker, Marco, som er professionel skøjtedanser.